# Konrad Meyer

Konrad Meyer-Hetling (15 de mayo de 1901, Salzderhelden - distrito de  Einbeck - Imperio alemán - 25 de abril de 1973, Alemania occidental) fue un agrónomo alemán y SS-Oberführer. Es conocido por su participación en el desarrollo del Generalplan Ost del Tercer Reich.

## Primeros años
Konrad Meyer nació en Salzderhelden, cerca de Einbeck, en el sur de Baja Sajonia, como hijo de un maestro de escuela. Estudió agronomía en la Universidad de Gotinga y recibió su doctorado en 1926 con una tesis sobre producción de cultivos. Se convirtió en asistente en la universidad e hizo su habilitación en 1930.
De 1930 a 1933, Meyer trabajó como docente en la Universidad de Gotinga, y en 1934 se convirtió en profesor titular en la Universidad de Jena. En el mismo año, se convirtió en profesor en la Universidad de Berlín. En noviembre de 1934 se convirtió en consultor del Ministerio de Ciencia, Educación y Cultura del Reich sobre la reforma de la educación e investigación agrícola alemana. Meyer fue uno de los principales científicos agrícolas y planificadores espaciales del nacionalsocialismo, y se desempeñó como editor jefe de las principales revistas del campo.
Meyer se unió al Partido Nacionalsocialista Obrero Alemán (NSDAP) el 1 de febrero de 1932 (con el número de miembro 908.471), y a las SS el 20 de junio de 1933 (con el número de miembro 74.695). En 1935, fue reclutado para la Oficina Principal de Raza y Asentamiento de las SS (RuSHA).

## Generalplan Ost
En 1939, se convirtió en el jefe de la Oficina de Planificación bajo la oficina de Heinrich Himmler del Comisionado del Reich para la Consolidación de la Nación Alemana (RKF), y también trabajó para el personal de Himmler.
A principios de 1940, la Oficina Central de Seguridad del Reich (RSHA) produjo, con la colaboración de Meyer, la versión inicial del Generalplan Ost (Plan General Este), un plan para la germanización de Europa del Este. Los subordinados de Meyer en la creación del memorándum de RKF incluyeron al geógrafo Walter Christaller y al arquitecto paisajista Heinrich Friedrich Wiepking-Jürgensmann. De 1944 a 1945, el final de la guerra, Meyer sirvió a un oficial en una escuela de entrenamiento de oficiales de las Waffen-SS

## Vida posterior
Después de la guerra, Meyer fue acusado por las autoridades estadounidenses en el Juicio RuSHA. Fue declarado culpable de ser miembro de una organización criminal (SS) pero no culpable de crímenes de guerra o crímenes de lesa humanidad. Fue puesto en libertad en 1948, y en 1956, fue nombrado profesor de agricultura y planificación regional en la Universidad de Hannover, donde trabajó hasta su jubilación, en 1964.
Murió en Alemania occidental el 25 de abril de 1973 a los 71 años.